# Los Hidalgos
Los Hidalgos é um município da República Dominicana pertencente à província de Puerto Plata.
O município está dividido em seções diferentes, como Mamey Arriba, Alto de Los Acosta, Alto de Los Francisco, Pueblo Nuevo, Pinto.
Sua população estimada em 2012 era de 14 589 habitantes.